# San Marinos Grand Prix 1991
San Marinos Grand Prix 1991 var det tredje av 16 lopp ingående i formel 1-VM 1991.

## Resultat
1. Ayrton Senna, McLaren-Honda, 10 poäng
2. Gerhard Berger, McLaren-Honda, 6
3. JJ Lehto, BMS Scuderia Italia (Dallara-Judd), 4
4. Pierluigi Martini, Minardi-Ferrari, 3
5. Mika Häkkinen, Lotus-Judd, 2
6. Julian Bailey, Lotus-Judd, 1
7. Thierry Boutsen, Ligier-Lamborghini
8. Mark Blundell, Brabham-Yamaha
9. Eric van de Poele, Lambo-Lamborghini (varv 57, bränslebrist)
10. Érik Comas, Ligier-Lamborghini
11. Martin Brundle, Brabham-Yamaha
12. Mauricio Gugelmin, Leyton House-Ilmor (55, motor)
13. Roberto Moreno, Benetton-Ford (54, motor)

### Förare som bröt loppet
- Stefano Modena, Tyrrell-Honda (varv 41, transmission)
- Andrea de Cesaris, Jordan-Ford (37, växellåda)
- Bertrand Gachot, Jordan-Ford (37, upphängning)
- Ivan Capelli, Leyton House-Ilmor (24, snurrade av)
- Eric Bernard, Larrousse (Lola-Ford) (17, motor)
- Riccardo Patrese, Williams-Renault (17, elsystem)
- Satoru Nakajima, Tyrrell-Honda (15, transmission)
- Gianni Morbidelli, Minardi-Ferrari (10, växellåda)
- Jean Alesi, Ferrari (2, snurrade av)
- Aguri Suzuki, Larrousse (Lola-Ford) (2, snurrade av)
- Nelson Piquet, Benetton-Ford (1, snurrade av)
- Nigel Mansell, Williams-Renault (0, kollsion)
- Alain Prost, Ferrari (0, snurrade av)

### Förare som ej kvalificerade sig
- Gabriele Tarquini, AGS-Ford
- Fabrizio Barbazza, AGS-Ford
- Alex Caffi, Footwork-Porsche
- Michele Alboreto, Footwork-Porsche

### Förare som ej förkvalificerade sig
- Emanuele Pirro, BMS Scuderia Italia (Dallara-Judd)
- Olivier Grouillard, Fondmetal-Ford
- Nicola Larini, Lambo-Lamborghini
- Pedro Matos Chaves, Coloni-Ford